# Code Aztec
Pour les articles homonymes, voir Aztec.

Exemple de code Aztec.

Le code Aztec est un type de code-barres bi-dimensionnel inventé en 1995 par Andy Longacre de la société américaine Welch Allyn (en). Il est construit autour d'une cible carrée centrale. Les données sont encodées dans des couches concentriques de pixels autour de cette cible. Il est souvent confondu avec le code QR, dont les trois cibles sont présentes aux coins du code-barres.
Le code Aztec est fréquemment utilisé pour les billets de train dématérialisés. Il s'agit du type de code 2D utilisé par la SNCF, OUIGO, Eurostar, Thalys, DB Bahn, SNCB, ainsi que par d'autres compagnies ferroviaires.

### Liens Internet
- Spécifications techniques